# Volt háló, nincs háló
A Volt háló, nincs háló a Vízipók-csodapók című rajzfilmsorozat második évadának hatodik epizódja. A forgatókönyvet Kertész György írta.

## Cselekmény
Vízipók barátait fedezékbe bújva találja, majd megismeri a hernyókat, amelyek mérgező szőröket hullatva vonulnak végig az erdőn és lerágott fákat hagynak maguk után...

## Alkotók
- Rendezte és tervezte: Szabó Szabolcs, Haui József
- Írta: Kertész György
- Dramaturg: Bálint Ágnes
- Zenéjét szerezte: Pethő Zsolt
- Operatőr: Polyák Sándor
- Segédoperatőr: Pethes Zsolt
- Hangmérnök: Bársony Péter
- Hangasszisztens: Zsebényi Béla
- Effekt: Boros József
- Vágó: Czipauer János
- Háttér: Molnár Péter
- Rajzolták: Farkas Antal, Hernádi Oszkár, Madarász Zoltán, Tóth Pál, Váry Ágnes
- Kihúzók és kifestők: Gaál Erika, Gulyás Kis Ágnes
- Színes technika: György Erzsébet
- Gyártásvezető: Vécsy Veronika
- Produkciós vezető: Mikulás Ferenc

Készítette a Magyar Televízió megbízásából a Pannónia Filmstúdió és a Kecskeméti Filmstúdió

## Szereplők
- Vízipók: Pathó István
- Keresztespók: Harkányi Endre
- Katica: Gyurkovics Zsuzsa
- Szürke hangya: Benkő Márta
- Narancssárga hangya: Mányai Zsuzsa
- Fülescsiga: Móricz Ildikó
- Rózsaszín vízicsiga: Géczy Dorottya
- Kék vízicsiga: Felföldi Anikó